# Opactwo w Longpont
Opactwo w Longpont – opactwo cysterskie z XII-XIII wieku, założone w Longpont przez Bernarda z Clairvaux na prośbę biskupa Soissons Josselina de Vierzy. 

## Historia
Zabudowania opactwa powstawały etapami w XII i XIII wieku, najmłodszą jego częścią był gotycki kościół klasztorny, konsekrowany w 1227 w obecności króla Francji Ludwika Świętego powracającego ze swojej koronacji w Reims. W zabudowaniach klasztornych jednorazowo mogła żyć ponad setka zakonników. Opactwo w czasie wyczerpujących walk wewnętrznych XV i XVI wieku zostało kilkakrotnie napadnięte przez grupy Burgundczyków, a następnie hugenotów. 
Opactwo było własnością cystersów do fali dechrystianizacji w czasie Wielkiej Rewolucji Francuskiej, kiedy mnichów zmuszono do wyjazdu, obiekt jako "symbol kontrrewolucji" zniszczono, a pozostałości sprzedano. W 1804, by nie dopuścić do całkowitej dewastacji zabytku, ruiny wykupił hrabia Henri de Montesquiou, którego rodzina po dziś dzień zajmuje się zachowanymi fragmentami zabudowań i udostępnia je turystom. 
W 1993 w obecności 30 cystersów z całego świata na terenie ruin odbyły się uroczystości dwusetnej rocznicy zniszczenia klasztoru. 

## Architektura
Opactwo reprezentowało styl gotycki. Zachowane ilustracje wykazują, iż było stylowo typowe dla swoich czasów; kościół klasztorny o wysokości 40 metrów, zatem bliskiej słynnym katedrom kraju był trójnawowy, oparty na rzędzie korynckich kolumn, z dwoma poziomami ostrołukowych okien i sklepieniem krzyżowo-żebrowym. 
Do naszych czasów zachowały się jedynie fragmenty kościoła klasztornego, przebudowane zabudowania klasztorne oraz piętnastowieczna brama, która pierwotnie wiodła na teren całości kompleksu zabudowań. Zachowała się fasada kościoła z zamurowanymi oknami i pustą wielką rozetą, stanowiącą ongiś centralny punkt dekoracji elewacji. Ponad czterema wejściami do kościoła widoczne są gotyckie portale, widoczne są niektóre maswerki i obramowania okien. Zachowały się również ściany boczne kościoła oraz stanowiący podstawę konstrukcji rząd łuków odporowych. Całkowitemu zniszczeniu uległy transept, prezbiterium oraz chór kościoła, całość pozbawiona jest dachu. 
W pobliżu kościoła zachowały się dwa budynki stanowiące niegdyś część klasztoru, przebudowane gruntownie w XVIII wieku. Zachowały się w nich fragmenty dawnych gotyckich sklepień, refektarz na 650 osób, wielki piec służący ogrzewaniu całego kompleksu w XIII wieku oraz wielkie schody przeznaczone dla najwybitniejszych gości klasztoru. Obiekty te otacza późniejszy, angielski park z XIX wieku.